# Death Trap
Death Trap – gra przygodowo-zręcznościowa osadzona w świecie fantasy. Została wydana przez firmę Anco Software w 1990 roku.
W Death Trap gracz wciela się w księcia o imieniu Abi. Książę w stroju Ali Baby, uzbrojony jedynie w nóż trafia do labiryntu złego czarodzieja - Shankriya. Czarodziej ukradł wszystkie znajdujące się w krainie magiczne zwoje i stał się dzięki nim nie do pokonania. Ukrył je w swoich lochach, które później zyskały miano Śmiertelnej Pułapki (ang. Death Trap). Zadaniem gracza jest odzyskanie zwojów.
W trakcie rozgrywki gracz spotka różnego rodzaju stwory i śmiertelne pułapki, będzie zbierał skarby i magiczne napoje oraz walczył ze strażnikami, aby wreszcie odzyska źródło czarodziejskiej mocy. Gra podzielona jest na 5 poziomów: zamek, katakumby, lodowe pustkowie, piekło i rot. Na koniec każdego poziomu należy pokonać bossa (każdy z nich ma pewną słabość, którą można wykorzystać).
W grze można spotkać takie potwory jak: duchy, gigantyczne żaby, fantomy rzucające kulami ognia, pijawki, chwytające ręce, tupiące demony, ptaki upuszczające kamienie i pasożytniczy obcy. Każdy z nich korzysta w walce z innej broni lub techniki. Niektóre pozostawiają po sobie butelki z napojami, które gracz może zbierać. W grze dostępne są trzy rodzaje takich napojów - czerwony (umożliwia wyczarowanie magicznej broni), zielony (zwiększa moc czarów) i niebieski (daje moc uzdrawiania). Dostępny jest panel tworzenia mikstur z zebranych napojów.
Przedmioty, pułapki i stwory pojawiają się zawsze w tych samych miejscach. Grafika została wykonana w oparciu o tzw. sprite'y. Gra nie zawiera wbudowanej muzyki.